# ورزشکاران بازداشت‌شده خیزش ۱۴۰۱ ایران
ورزشکاران بازداشت‌شده در خیزش ۱۴۰۱ ایران، گروهی از بازداشت‌شدگان توسط جمهوری اسلامی هستند. موج بازداشت معترضان با گسترده‌تر شدن دامنه اعتراضات آغاز شد.

## بازداشت‌شدگان
1. وریا غفوری؛ کاپیتان سابق تیم استقلال و نیز بازیکن تیم فوتبال فولاد خوزستان، در ۳ آذر ۱۴۰۱ به اتهام «توهین و تخریب تیم ملی فوتبال ایران» و «تبلیغ علیه نظام» بازداشت شد. وی در هفته‌های پیش از بازداشتش به‌ویژه پس از سرکوب خیزش ۱۴۰۱ شهرهای کردنشین ایران، با انتشار مطالبی در شبکه‌های اجتماعی، خواستار پایان کشتار کردها توسط نیروهای امنیتی (سپاه) شده‌بود.[۲۵][۲۶]
2. حسین ماهینی؛ کاپیتان سابق تیم پرسپولیس و بازیکن پیشین تیم ملی فوتبال ایران به اتهام «تشویق به اغتشاش» هنگام بازگشت به منزل بازداشت شد.[۲۷][۲۸] مأموران اطلاعاتی به منزل ماهینی، بازیکن پیشین تیم ملی و باشگاه پرسپولیس هجوم بردند و هنگامی که ماهینی در خانه نبوده، پس از تفتیش منزلش، لپ‌تاپ، گوشی‌های همراه و تبلت او و خانواده‌اش را توقیف کردند.[۲۹]
3. سروش رفیعی؛ بازیکن تیم پرسپولیس در ۲۴ آبان ۱۴۰۱ در میدان تجریش و به‌دلیل دفاع از دختری که مورد حملهٔ نیروهای سرکوب قرار گرفته بود، بازداشت شد. رفیعی در هنگام بازداشت به‌شدت مورد ضرب و شتم مأموران قرار گرفته و در تمرین روز بعد پرسپولیس حاضر نشد.[۳۰][۳۱]
4. پرویز برومند؛ دروازه‌بان پیشین تیم ملی فوتبال ایران و تیم استقلال تهران در ۲۴ آبان ۱۴۰۱، پس از حضور در جمع معترضان در غرب تهران بازداشت شد.[۳۲][۳۳]
5. کاوه رضایی؛ بازیکن پیشین تیم ملی فوتبال ایران و تیم تراکتور در ۷ مهر ۱۴۰۱ به اتهام «تشویق به اغتشاش» و «حمایت از گروه‌های تجزیه‌طلب» بازداشت شد.[۳۴]
6. امیررضا نصرآزادانی؛ او در اواخر آبان ۱۴۰۱ در اصفهان بازداشت شد. در جریان پرونده مربوط به کشته‌شدن اسماعیل چراغی، سرهنگ نیروی انتظامی و نیز دو بسیجی، برای او حکم اعدام با اتهام محاربه صادر شد.[۳۵]
7. حمیدرضا علی‌عسگری؛ بازیکن سابق تیم فوتبال پرسپولیس پس از انتشار پستی در حمایت از خواسته معترضان بازداشت شد.[۳۶]
8. در پی خیزش ۱۴۰۱ ایران، برخی از ورزشکاران دیگر، همچون: اشراق نجف‌آبادی، مربی دوچرخه‌سواری، محمد خیوه، کوهنورد و طبیعت‌گرد، حسام موسوی، مربی سنگ‌نوردی، دنا شیبانی، مربی اسنوبرد و گرافیست، و امیر ارسلان مهدوی، مربی اسنوبرد، توسط وزارت اطلاعات بازداشت شدند.[۳۷]

## تهدید به بازداشت ورزشکاران خارج از ایران
خبرگزاری فارس (وابسته به سپاه) با اشاره به تشکیل پرونده برای علی کریمی به دلیل حمایتش از اعتراضات مردمی، وی را به بازداشت و مصادره اموال تهدید کرد. غلامحسین محسنی اژه‌ای، رئیس وقت قوه قضاییه جمهوری اسلامی هم بر «بازداشت بازدارنده» افراد تأکید کرد.

## آمار کلی
از سرنوشت بسیاری از بازداشت‌شدگان خیزش ۱۴۰۱ اطلاعات دقیقی در دست نیست؛ ولی بنا به گزارش بعضی منابع رسمی (تا پاییز ۱۴۰۱) علاوه بر زخمی شدن بیش از ۸٫۰۰۰ هزار نفر (آمار فقط یک استان)، دست‌کم ۶۰٫۰۰۰ تن نیز بازداشت شده‌اند.